# Brankovice
Brankovice (en allemand : Brankowitz) est un bourg (městys) du district de Vyškov, dans la région de Moravie-du-Sud, en République tchèque. Sa population s'élevait à 891 habitants en 2020.

## Géographie
Brankovice se trouve à 17 km au sud-est de Vyškov, à 39 km à l'est-sud-est de Brno et à 220 km au sud-est de Prague.
La commune est limitée par Nemochovice et Kunkovice au nord, par Kožušice et Malínky à l'est, par Koryčany, Mouchnice et Nemotice au sud, et par Nesovice et Dobročkovice à l'ouest.

## Histoire
La première mention écrite de la localité date de 1348. Brankovice a le statut de městys depuis le 10 octobre 2006.